# Forcella (bicicletta)
La forcella in una bicicletta è la parte anteriore del telaio che accoglie la ruota anteriore. Il nome deriva dalla forma della stessa, formata da un tubo che si fissa al telaio mediante la serie sterzo e da due bracci che sostengono il mozzo della ruota anteriore.

## Particolarità
La forcella è sempre predisposta ad accogliere alcune sovrastrutture:
- Dispositivo frenante - sono presenti, ad esempio, i due alberini per i cantilever/V-brake (in alcuni casi sono rinnovabili tramite sostituzione in quanto avvitabili), oppure presenta all'unione dei bracci un foro passante destinato ad altri tipi di freno
- Supporto catadiottro - presenta all'unione dei bracci un foro passante destinato all'inserimento di un catadiottro bianco
- Sostegno dinamo - presente nelle bici da passeggio (prevalentemente d'epoca)
- Ancoraggio parafanghi - presente nelle bici da passeggio

Nelle bici da pista mancano questi accorgimenti per la ricercata diminuzione di peso e l'assenza dei freni.
- Forcella monobraccio - come alcuni esempi motociclistici, anche le biciclette possono usufruire di forcelle monobraccio, ammortizzate o meno.

## Materiale

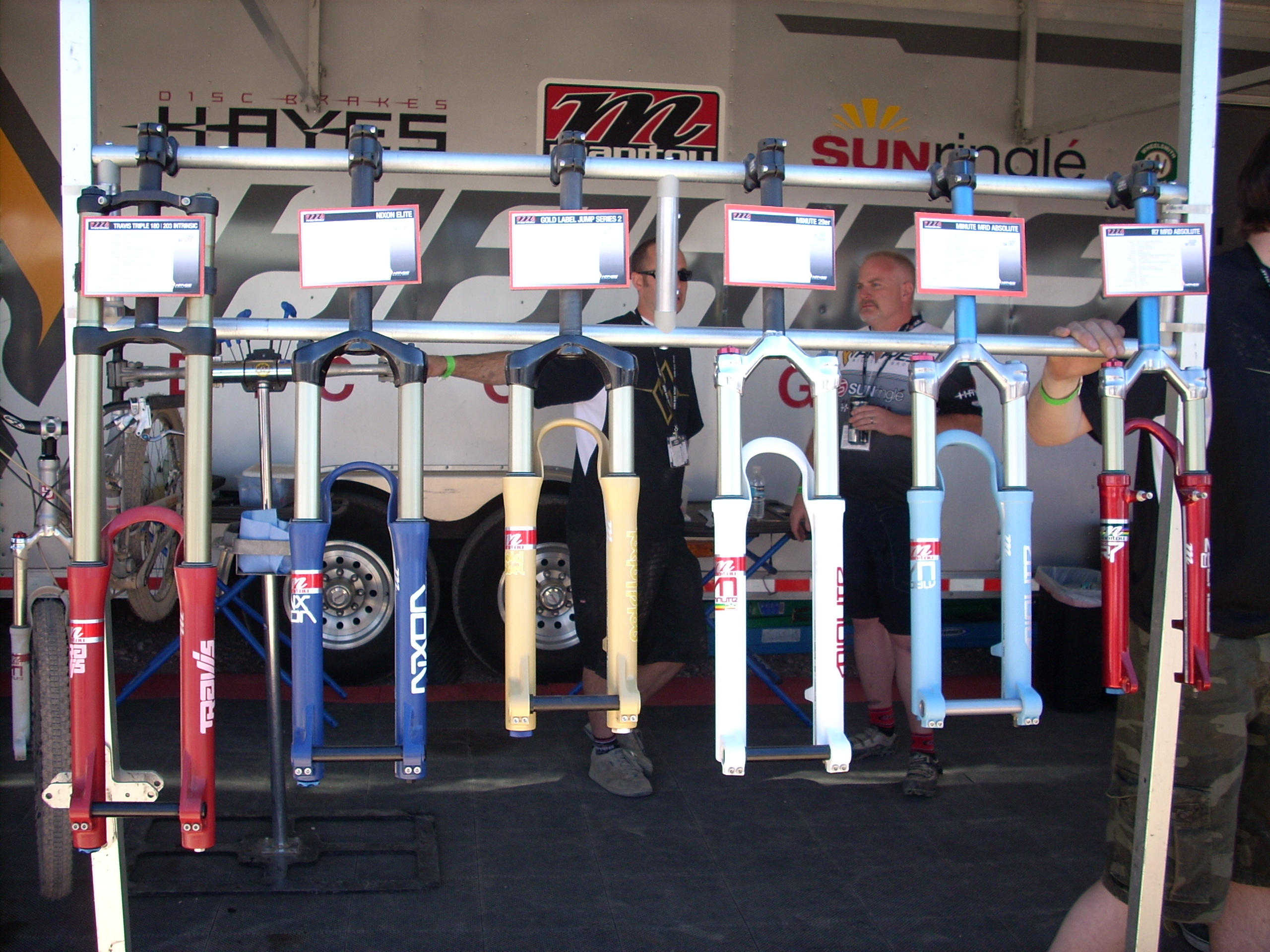
Serie di forcelle per mountain bike

I materiali con cui è costruita la forcella variano:
- Acciaio (cromato o verniciato)
- Fibre di carbonio (usualmente con stelo in alluminio), che grazie all'impiego delle nanotecnologie permettono di indirizzare in modo selettivo sforzi, vibrazioni e resistenza
- Alluminio, sono oggi poco usate le forcelle completamente in alluminio in quanto non assorbono adeguatamente le vibrazioni

## Misure

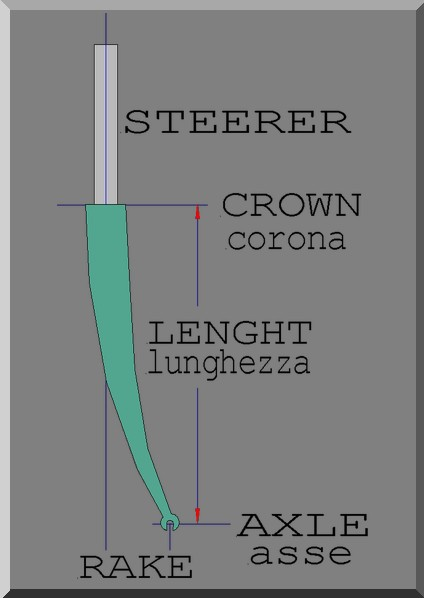
Vista di profilo di una forcella

Le forcelle sono predisposte per accogliere una ruota di una certa dimensione ed una misura caratteristica è il rake, cioè la distanza fra l'asse della ruota e la proiezione del tubo dello sterzo misurata sul piano perpendicolare alla proiezione. Un rake ridotto, eventualmente zero, dà una maggior rigidità e una miglior reattività della bicicletta, pena una maggior difficoltà di guida.
In sintesi, stabilita la destinazione d'uso che deriva dal progetto del costruttore, le caratteristiche sono: peso, lunghezza (dei bracci), diametro del gambo (steerer), rake, colore, materiale, tecnologia impiegata nella costruzione.
MTB:
Le misure delle forcelle dipendono anche dal diametro della ruota: 26, 27.5 o 29. Per le mtb lo standard è 27.5 e meno usato è il 29 e le 26.
Il diametro degli steli varia da 32 mm a 40 mm a seconda della disciplina tranne alcune che usano ancora il 30 mm, in particolare le mtb di fascia più bassa.
Il peso delle forcelle scende man mano che aumenta il prezzo e aumenta l'uso di materiali sofisticati e ricercati; una forcella ad elastomeri e corsa ridotta(80 mm) può pesare da 2 kg a 2,5; poi si passa alla fascia media(fino a 1,9 kg) con anche più regolazioni; e infine si arriva al top con forcelle che sfiorano 1,2 kg, vedi quasi 1 kg per la monobraccio Cannondale.
Ogni forcella ha una sua altezza, e anche a corsa uguale, possono esserci variazioni.
Il diametro del canotto è standard 1⅛, new entry sono i canotti da 1½ + 1⅛ (fox, rockshox), sulle bici da enduro e freeride, e discipline dove serve più rigidità.
La misura dell'asse della ruota deve essere uguale alla forcella; il più comune è il 9 mm, new entry sono il 20 mm(tipo maxle lite rockshox) e il 15 mm, per assicurare più rigidità.

## Forcelle ammortizzate
Nelle mountain bike da parecchi anni si usano forcelle ammortizzate mediante un sistema pneumatico, idraulico o ad attrito, con sospensione pneumatica, molla o elastomeri, per favorire l'assorbimento delle asperità del terreno, in modo del tutto analogo ai motocicli.
Esattamente come sulle motociclette esistono svariate tipologie di forcelle ammortizzate, principalmente si usano forcelle tradizionali, rovesciate e nel caso di biciclette vintage si usano il classico sistema springer.
Anche gli accorgimenti della sospensione e dell'ammortizzatore sono medesimi, inoltre con le forcelle da bici si ha anche la possibilità di bloccare la forcella, in modo che funzioni come una forcella classica (rigida).